# Iulian Tameș
Iulian Tameș (n. 6 decembrie 1978, Mizil, județul Prahova) este un fotbalist român retras din activitate, având și cinci selecții în echipa națională de fotbal a României. Juca pe postul de mijlocaș ofensiv.
El a evoluat doar la echipe din România, exceptând o scurtă perioadă din anul 2005 când a fost legitimat la o echipă din Rusia.